# Мексиканская остроголовая змея
Мексиканская остроголовая змея (лат. Oxybelis aeneus) — ядовитая змея из рода остроголовых змей семейства ужеобразных.

## Описание
Общая длина достигает 1,5—1,9 м. Имеет узкую, заострённую голову, чрезвычайно вытянутое тонкое туловище и длинный, цепкий хвост, сужающийся ближе к концу. Эта змея своим телосложением и цветом воспроизводит поверхности, общую форму и окраску лиан. Ядовитые клыки заднечелюстные. Спина бурого, серого и коричневого цвета, брюхо кремового, беловатого цвета.

## Распространение
Живёт в Аризоне (США), Мексике, Центральной и Южной Америке — в Бразилии, Перу и Боливии включительно.

## Образ жизни
Предпочитает сухие и влажные тропические леса. Активна днём. Большую часть жизни проводит на деревьях. Способна замирать, горизонтально вытянув на весу переднюю часть тела. Иногда, находясь в таком положении, змея раскачивает своё тело, чем увеличивает обманчивое сходство с зелёными побегами или погибшими лианами. Питается лягушками, ящерицами, птицами.
Яд не представляет угрозы для жизни.
Это яйцекладущая змея. Самка откладывает 3—6 яиц.